# Riccardo Bianchi

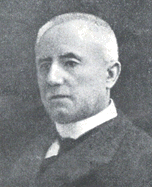
Riccardo Bianchi

Riccardo Bianchi (* 20. August 1854 in Casale Monferrato; † 4. November 1936 in Turin) war ein italienischer Ingenieur und Eisenbahn-Manager. In den Kabinetten Boselli und Orlando leitete er das im Ersten Weltkrieg eingerichtete Ministerium für Seetransport und Eisenbahn.

## Leben
Bianchi studierte Ingenieurwissenschaften am Politecnico di Torino mit Laurea-Abschluss (entsprechend Bachelor). Anschließend war er Praktikant im Eisenbahnbetriebswerk in Bologna, womit er das diploma tecnico industriale erlangte. Anschließend arbeitete er als Universitätsstipendiat in England.
1880 nahm Bianchi erfolgreich an einem Wettbewerb der Società per le Ferrovie dell'Alta Italia teil, worauf er dem Instandhaltungsdienst dieser Eisenbahngesellschaft zugewiesen wurde. Da die Bedienung der Weichen- und Signalhebel in den damaligen mechanischen Stellwerken eine hohe Kraft erforderte, entwickelte Bianchi ein hydraulisches System (mit einer Wasser-Glyzerin-Mischung) zum Stellen der Weichen und Signale, für das er 1883 ein Patent erlangte. Eine solche (weltweit erste) hydraulische Anlage mit 10 Hebeln wurde 1886 in Abbiategrasso installiert. Diese Anlage funktionierte so gut, dass Bianchis System im italienischen Eisenbahnnetz und auch im Ausland eine breite Anwendung bis zum Ende des Zweiten Weltkrieges fand.
1891 wurde Bianchi Chef des Instandhaltungsdienstes und 1900 Chef des Fahrdienstes. 1901 wurde er Generaldirektor der Società per le strade ferrate della Sicilia. Als diese Eisenbahngesellschaft 1905 in den Ferrovie dello Stato Italiane (FS) aufging, machte ihn der Ministerpräsident Giovanni Giolitti zum Generaldirektor der FS, wobei Bianchi sich aber mit seinem bisherigen Gehalt begnügte. Seine neue Aufgabe war gewaltig, da die zusammengefügten Eisenbahnen sich in einem sehr vernachlässigten Zustand befanden und unterschiedliche Schienen, Bremsen (Saugluftbremse, Druckluftbremse) und Kupplungen benutzten.
Die Vereinheitlichung der italienischen Eisenbahn bewältigte Bianchi innerhalb von 10 Jahren. Für die zuverlässige Versorgung mit englischer Kohle richtete er ein eigenes Büro in Cardiff ein. Mit Hilfe der Regierung gewann er die Investitionsmittel für den Bau großer Bahnbetriebswerke und der Hauptstrecken Rom–Formia–Napoli und Bologna–Florenz. Nach dem Erdbeben von Avezzano 1915 kam es zu einem Streit mit dem Verkehrsminister Ciuffelli, worauf Bianchi seinen Rücktritt einreichte.
1917 wurde Bianchi auf eigenen Antrag Senator des Königreiches Italien. Kurz danach ließ er sich das Amt des Ministers für Seetransport und Eisenbahn übertragen, von dem er aber schon 1918 zurücktrat zur Vermeidung von Verwicklungen in Parlamentsintrigen. Er führte zahlreiche Regierungsaufträge aus und beriet Behörden und Banken.

## Ehrungen
- Ehrenpräsidentschaft des Collegio Ingegneri Ferroviari Italiani (1905)
- Großkreuz des Ordens der Krone von Italien (1908)
- Offizierskreuz des Ritterordens der hl. Mauritius und Lazarus (1915)